# Битва за Оджак
Битва за Оджак (хорв. Bitka za Odžak) — одна з останніх сухопутних битв Другої світової війни, яка відбулась у Європі. Вона розпочалася 19 квітня 1945 року і тривала аж до 25 травня (15 днів після дня капітуляції Німеччини). У бою зійшлися залишки армії Незалежної Держави Хорватія і загони югославських партизанів. Битва відбулася у місті Оджак (нині Боснія і Герцеговина). Ціною великих зусиль і величезних втрат югославські партизани здолали супротивника. Тим не менш, згадка про цю битву була суворо заборонена в Югославії (це розцінили як піррову перемогу), і лише через 30 років були опубліковані перші реальні відомості про битву.

## Коротка історія
У квітні 1945 року, коли югослави облягали Загреб, а радянські та американські війська тіснили німців з обох сторін, хорватські націоналісти перебували в критичному становищі. Не визнаючи своєї поразки, усташі готові були захищати територію Незалежної Держави Хорватія за всяку ціну. Анте Павелич, глава усташів і хорватської маріонеткової держави, запропонував залишити місто і продовжити партизанську війну в селах, що, на думку багатьох хорватських солдатів, давало шанс уникнути усташам розправи від комуністів Тіто і сховатися в Австрії, до якої югослави не могли б дістатися.
Разом з тим брати Іван та Петар Райковичі вирішили продовжити оборону міста, незважаючи на наказ Поглавника. 19 квітня вони зайняли Оджак і ще 24 села, перетворивши місто на неприступну фортецю і сильно зміцнивши позиції на річці Саві. Протягом місяця югославські партизани безуспішно штурмували фортецю, незважаючи на задіяння артилерії, бронетехніки і авіації. Облога затягувалася, і хорвати де-факто могли сподіватися на повторення дива Бреслау і прорив облоги. Але 25 травня місто все-таки впало. Сербське видання NIN повідомляло про битву, яка тривала з 19 по 28 квітня. За час цих боїв хорвати знищили 630 солдатів НВАЮ, повністю винищили цілий батальйон 27-ї дивізії і вбили командира 16-ї бригади з тієї ж дивізії Спасо Мічича. Що більше, хорвати захопили три артилерійські батареї, три мортири і одну протитанкову гармату. За словами журналістів, кожен із солдатів усташів був у сотні разів небезпечніший і безпощадніший у порівнянні з німцями, і хорвати билися на смерть.

## Хід битви

### Підготовка до атаки на місто
Під контролем хорватських націоналістів залишалися невеликі території: так, ними ще утримувалася вузька смуга між річками Босна і Сава, під контролем були міста Новіград, Доні-Брезік, Влашка-Мала, Оджак і Мрка-Ада. Більше того, збройний опір чинили мусульмани з міст Кладань, Плехана, Жепче, Сівше, Грачаниця і сіл, розташованих поблизу. Верховне командування 3-го армійського корпусу НВАЮ, якому підлягали 27-а, 28-а і 53-а дивізії, віддало наказ про негайний штурм міста Оджак або знищення штаб-квартири армії Незалежної Держави Хорватія.

### Битва за Влашку-Малу
Своїми атаками партизанські війська відкинули хорватських націоналістів до села Влашка-Мала, яка взагалі не була як-небудь захищена і розташовувалася в чистому полі. Ситуація для хорватів була відверто безнадійною, і деякі польові командири домобранства спробували вступити в переговори з партизанами, сподіваючись уникнути полону і відступити. Однак югославські комуністи були налаштовані рішуче і наполягали на беззастережній капітуляції. Отримавши відмову, партизани почали чергову атаку. Хорвати билися дуже наполегливо і не здавалися в полон: тих, хто складав зброю, усташі вбивали на місці (у кращому випадку — калічили і спотворювали). Подібний фанатизм хорватів виявився непереборною перешкодою для партизанів Тіто, що призвело до затягування битви.
Натхнені успіхами хорвати негайно почали рити окопи (у кожному з окопів міг поміститися цілий взвод). Так вони перекопали майже все село, підпорядкувавши всі перехрестя і дороги. Партизани відновили штурм, але хорвати в буквальному сенсі вщент розгромили партизанів. Причин було декілька:
- як тільки партизани підходили до окопів на відстань 10 метрів і менше, хорвати відкривали залповий вогонь;
- багатьох важко поранених солдатів партизани залишали вмирати на полі бою, оскільки не мали можливості їх евакуювати;
- ніхто з партизанів не бажав віддавати штандарт дивізії або бригади ворогові, внаслідок чого югослави з не меншим фанатизмом захищали свої знамена.[7]

### Хорватська контратака
Головний удар на Оджак припав з боку Дуги-Ниви і Ліпіки. Хвилі атак йшли одна за одною, але цитадель залишалася нескореною. Щоб забезпечити військам хорватів більший простір для маневру, Райкович наказав розширити лінію оборони, зайнявши ліве крило і відрядивши Калушича на праве крило (західна частина). Райкович розділив свої війська на 4 взводи, під його командування перейшла і рота Ніколи Шанича. Калушич очолив також загони ополченців, які через низьку дисципліну і невелику боєздатність не могли повністю виконати накази Райковича. Під його командування також перейшли кілька штурмових загонів, які завдяки своїй мобільності змогли завдати ворогові несподіваний контрудар. Ці штурмовики зайняли невелике село, звідки і готувалися завдати удару по оборонних рубежах партизанських військ.
Після декількох відбитих атак НВАЮ усташі завдали потужного контрудару, який виявився фатальним для більшої частини партизанських військ: слабка оборона тітовців впала миттєво, і хорвати захопили будівлю ратуші. В результаті атаки було повністю зруйновано кілька кварталів у місті. Хорвати відтіснили сербів і зайняли нові рубежі оборони, які тримали аж до 25 травня. Югослави кинули в бій 20-ю сербську штурмову бригаду, але і її за кілька годин усташі знищили повністю. Мало хто з тих, що вижили, зуміли повернутися у штаб югославів. Деякі з солдатів закликали громадян негайно покинути місто, оскільки усташі нібито почали знищувати масово жінок, дітей і старих.
Група воїнів НДХ на чолі з Ібрагімом П'яничем і Авдагою Хасичем тим часом завдали ще одного удару: 14-та партизанська бригада НВАЮ, яку югослави називали переможною, не вчинила усташам ніякого опору і дозволила їм безперешкодно вирватися з міста. Це додало партизанам проблем: їм довелося запитувати допомоги з повітря і організовувати додаткові артпідготовки. Як писало видання NIN, жодну будівлю не можна було захопити, поки всередині неї знаходився хоча б один живий хорват. Сербська авіація скидала бомби, атакувала позиції усташів за допомогою гармат і кулеметів, але хорватська армія не здавалася. Командир Петар Райкович двічі був поранений, але в полон не здавався. Тільки в кінці битви він все-таки застрелився.

### Вирішальна партизанська атака
На допомогу багатостраждальним партизанам Тіто прийшли війська 27-ї дивізії, яка базувалася в Тузлі: для штурму були виділені 19-та бірчанська, 20-та романійська і 16-та бригади. Невідомо, скільки ще солдатів довелося б переправляти для штурму міста, якби на допомогу не прийшов один із командирів партизанів — Мато Белич, який довгий час жив у місті і прекрасно знав всі його закутки. Він очолив одну з послідовних атак на місто, сподіваючись все-таки прорвати щільну оборону хорватських військ. Наказ маршала Тіто залишався незмінним — взяти місто за будь-яку ціну. Для штурму партизани задіяли найсучаснішу зброя: гвинтівки, кулемети, артилерію і навіть радянські «Катюші». Додатково партизани задіяли радіостанції, за допомогою яких вони могли вести переговори між групами і більш синхронно вести бойові дії. Але навіть це було марним: засівши в місті, усташі відбивали атаки одну за одною і навіть не думали про капітуляцію.
Наближався день народження Йосипа Броза Тіто, тому югославське верховне командування наполягало на якнайшвидшому завершенні штурму міста до настання дня народження маршала. Члени Генерального штабу порекомендували задіяти авіацію, проти якої в усташів не було захисту. 23 і 24 травня відбулися найбільші вильоти югославської авіації: бомбардуванням піддали міста Оджак, Ада, Балеговац, Дубіца, Ставок, Войскова і Осечак. Але найбільше бомб було скинуто на голови захисників села Влашка-Мала. Повністю були зруйновані бункер і будівля початкової школи, де розташовувався штаб армії Райковича. У бій пішли і далекобійні артилерійські снаряди. Жертвами численних атак ставали частіше мирні жителі, але усташі вже були не в силах зупинити потужний партизанський наступ. Хорвати розділилися на дві групи, щоб організувати прорив з міста і піти у ліси: їм належало прорватися до будівлі лікарні Оджаку і вивести звідти всіх поранених. Лінії оборони вже були майже повністю зруйновані: під контролем партизанів опинився тільки замок Нуйчу-Шталь.
Битва в місті тривала аж до ночі з 24 на 25 травня. У ту ніч хорвати почали прориватися з міста. Одна з груп висувалася на височини, в той час як інша частина рухалася до Пруду. Під Влашка-Мала тим часом десятки солдатів захищали ще не зайняті партизанами башти і каземати замку Нуйчу-Шталь. Близько 700 осіб готувалися до прориву і відходу в Поточани і Липу. Однак група, яка рухалася до Пруду, потрапила в оточення. План втечі усташів був розкритий. Югослави почали завершальну атаку і добили усташів у замку, які билися до останньої краплі крові. Незабаром партизани увірвалися в лікарню міста, остаточно захопивши Оджак. Небагато усташів зуміли врятуватися.

## Наслідки
Після кровопролитної битви Оджак все-таки перейшов під контроль партизанів. Югослави, які підозрювали мирне населення в наданні допомоги усташам, влаштували справжню різанину в місті: вони не пощадили нікого з тих, хто здався в полон. Арештам піддалися всі чоловіки віком від 15 років, а деяких дітей, молодших 10 років, партизани побили до смерті. У самій лікарні були вбиті всі поранені солдати і всі цивільні. Їх поховали в найближчому саду, який було перейменовано в Нуйчське кладовище. Ніхто з партизанів особисто так і не повідомив командуванню про жертви серед мирного населення через страх бути страченим за вбивство цивільних.
Дивом урятовані усташі втекли в ліс і продовжили війну вже там; останній солдат гарнізону був знищений тільки навесні 1947 року в Липі. Сам Йосип Броз Тіто наказав негайно засекретити всі відомості про подію в Оджаку: за будь-яку згадку про неї передбачалося тюремне ув'язнення як за спробу «наклепу на братерський союз народів Югославії». Тільки через 30 років були опубліковані перші відомості про бойові дії: кілька офіційних звітів і спогади учасників. Тим не менш, у Югославії день визволення міста відзначався 14 квітня, а не 25 травня. Повні відомості про битву були опубліковані тільки після розпаду Югославії.